# Rio Lençóis
Rio Lençóis är ett vattendrag i Brasilien.   Det ligger i delstaten São Paulo, i den södra delen av landet, 700 km söder om huvudstaden Brasília.
Trakten runt Rio Lençóis består till största delen av jordbruksmark. Runt Rio Lençóis är det ganska tätbefolkat, med 230 invånare per kvadratkilometer.